# Luis Rojas-Marcos de la Viesca
Luis Rojas-Marcos de la Viesca (Sevilla, 27 d'agost de 1943) és un psiquiatre, investigador i professor espanyol nacionalitzat estatunidenc. És germà del líder andalusista i exalcalde de Sevilla Alejandro Rojas-Marcos de la Viesca.

## Biografia
El 1968 va emigrar a Nova York per estudiar psiquiatria i, segons reconeix, fugir d'una situació política, social, familiar i moral tibant. Es va llicenciar en medicina per la universitat de Sevilla, va estudiar psiquiatria a Nova York (1968-1972) i a l'Hospital Bellevue i posseeix el títol de doctor per les universitats de Bilbao (1975) i Nova York (1977).
És professor de psiquiatria en la Universitat de Nova York, membre de l'Acadèmia de Medicina de Nova York i de l'Associació Americana de Salut Pública. Ha estat director del Sistema Psiquiàtric Hospitalari Municipal de Nova York des de 1982 fins a 1992, responsable màxim dels Serveis de Salut Mental, Alcoholisme i Drogodependències de la ciutat novaiorquesa fins a 1995, en què va ser nomenat president del Sistema d'Hospitals Públics de l'urbs, amb una àrea de competència que comprenia els 16 hospitals públics i la xarxa d'ambulatoris de la ciutat de Nova York, càrrec que va ocupar fins a 2002 i des del qual va assistir als atemptats de l'11 de setembre de 2001. L'any 2004 es dedicava a la recerca, docència i gestió hospitalària, a part de l'escriptura, deixant la pràctica clínica en un segon lloc. El 2005 fou nomenat membre del Consell de Medicina de l'Estat i en març del 2008 membre del Consell per a l'Educació en Cures Pal·liatives.
Ha publicat nombrosos treballs sobre temes psiquiàtrics i de salut pública en revistes científiques nord-americanes. A Espanya col·labora regularment en la secció d'opinió del diari El País, ha estat patró de la Fundació “la Caixa” (2000-2010), és patró d'honor de la Fundació ADANA (Ayuda Déficit Atención Niños, Adolescentes y Adultos). Per decret 98/1996, de 23 de febrer, se li va concedir la Medalla d'Andalusia en la seva categoria de plata. I en novembre de 2010, el Consell de Ministres d'Espanya li concedí l'Orde de les Arts i les Lletres d'Espanya.
En l'actualitat és professor de Psiquiatria de la Universitat de Nova York, ciutat on resideix i es dedica a la medicina, la psiquiatria i la salut pública.

## Obres
- La ciudad y todos sus desafíos (1992)
- La pareja rota (1994)
- Las semillas de violencia (Premi Espasa d'Assaig 1995)
- Latidos de fin de siglo (1996)
- Antídotos de la nostalgia (1998)
- Nuestra felicidad (2000)
- Más allá del 11 de septiembre (2002)
- La pareja rota: familia, crisis y superación (2003)
- Nuestra incierta vida normal (2004)
- La fuerza del optimismo (2005)
- La autoestima (2007)
- Convivir (2008)
- Corazón y mente: claves para el bienestar físico y emocional (2009)
- Superar la adversidad: El poder de la resiliencia (2010)
- Eres tu memoria: Conócete a ti mismo (2011)
- Los secretos de la felicidad (2012)